# ジクロロビス(エチレンジアミン)ニッケル(II)
ジクロロビス(エチレンジアミン)ニッケル(II) (dichlorobis(ethylenediamine)nickel(II), NiCl2(eda)2) は、二価のニッケルの錯体化合物である。ニッケルを中心として、2個の塩素原子と2分子のエチレンジアミンが配位した構造をしている。分子構造は正八面体。